# Сарт (річка)
Сарт (Sarthe) — річка на заході Франції, що протікає через регіони Нормандія та Пеї-де-ла-Луар. Витоки річки Сарт розташовані в муніципалітеті Соліньї-ла-Трапп, в горах Перш, згодом річка зникає під землею через кілька сотень метрів і знову виходить на поверхню в Сен-Акілен-де-Корбйон. Переважно вона тече в південно-західному напрямку і приблизно через 314 кілометрів, безпосередньо перед Анже, разом із Маєнн, впадає в річку Мен, яка своєю чергою через кілька кілометрів впадає в Луару.

## Департаменти, через які протікає річка
- Департамент Орн
- Департамент Сарта
- Департамент Мен і Луара
- Протягом кількох кілометрів Сарт є також кордоном до департаменту Майєнн

## Населені пункти біля річки
- Алансон
- Френе-сюр-Сарт
- Ле-Ман
- Ла-Сюз-сюр-Сарт
- Собле-сюр-Сарт
- Шатонеф-сюр-Сарт

## Судноплавство

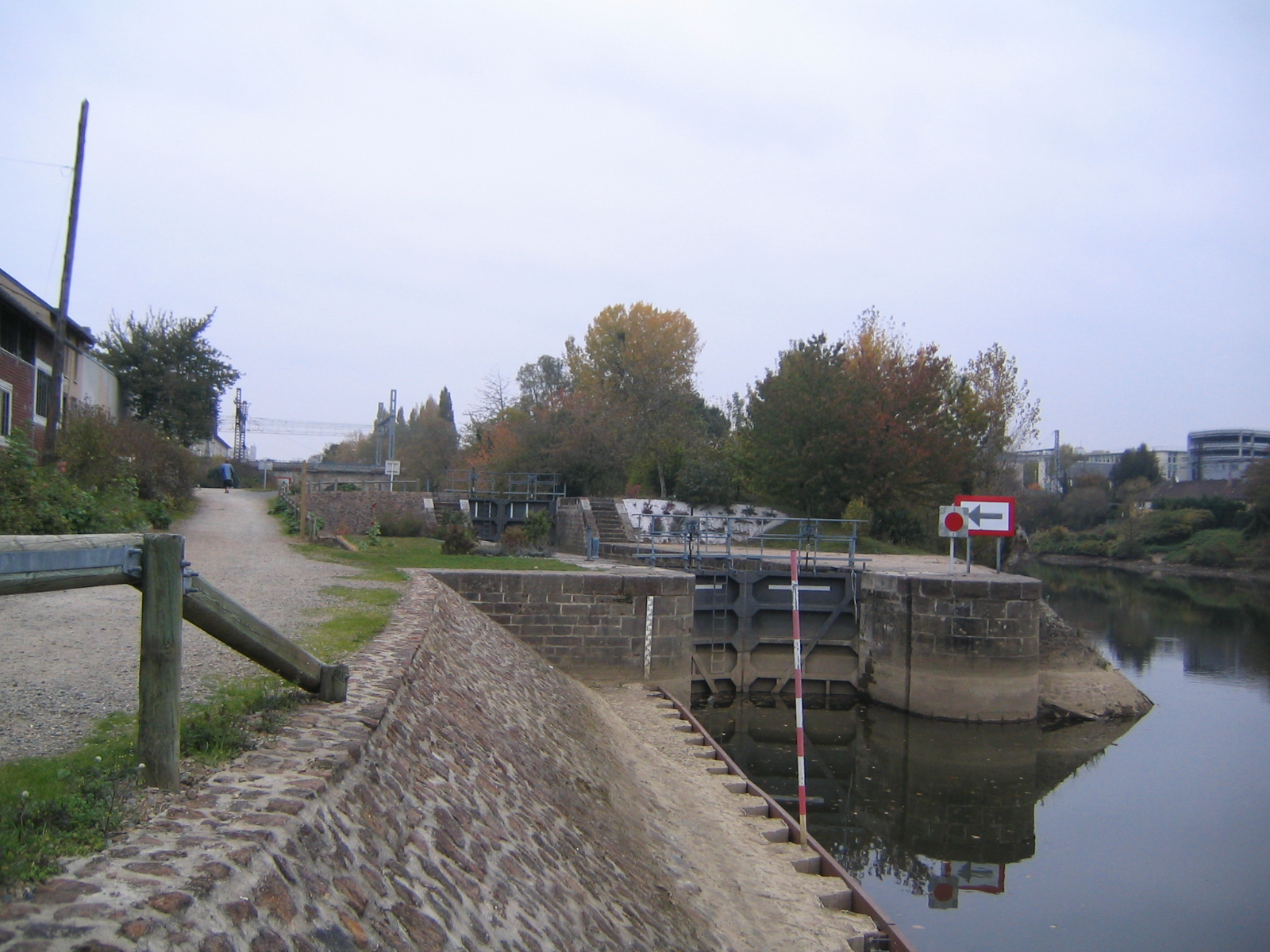
Шлюз номер 1 у Ле-Мані

Сарт протягом 136 км від естуарію до Ле-Мана є судноплавною. Понад 20 шлюзів були побудовані в 19 столітті й тому вони більше не придатні для сучасного судноплавства. Через розміри шлюзів максимальна довжина суден становить 30 м, максимальна ширина до 5 м. Осадка не може перевищувати 1,50  м.
Спочатку транспортували пісок як будівельний матеріал, який надходив з дна Луари, а також антрацитове вугілля та мармур, те і те видобували в околицях Сабле-сюр-Сарт.
Спочатку залізниці (приблизно з 1860 року), а потім і автомобільні перевезення витіснили судноплавство на Сарті. Однак маршрут все ще популярний для річкового туризму на спортивних човнах і плавучих будинках.